# Port Mansfield, Texas
Port Mansfield là một nơi ấn định cho điều tra dân số (CDP) thuộc quận Willacy, tiểu bang Texas, Hoa Kỳ. Năm 2010, dân số của nơi này là 226 người.

## Dân số
- Dân số năm 2000: 415 người.
- Dân số năm 2010: 226 người.